# Nichtoxidkeramik
Nichtoxidkeramiken (beispielsweise Nitride, Carbide oder Boride) zeichnen sich gegenüber Oxidkeramiken durch Mischbindungen mit überwiegend kovalenten und nur geringeren Anteilen an ionischen Bindungen aus. Dies ergibt, bedingt durch die starken Bindungsenergien, hohe chemische und thermische Stabilität, Härte und Festigkeit, jedoch auch geringe Duktilität und recht hohe Sprödigkeit. Außerdem ist durch den höheren Anteil kovalenter Bindungen das Fertigen durch Sintern erschwert, was eine geringe Partikelgröße, Sinteradditive sowie erhöhte Drücke erfordert.
Technisch bedeutende Nichtoxidkeramiken sind unter anderem Siliciumnitrid, Siliciumcarbid, Aluminiumnitrid und Borcarbid.

## Chemische Eigenschaften
Nichtoxidkeramiken unterliegen bei hohen Temperaturen in sauerstoffhaltiger Atmosphäre Oxidationsprozessen. Jedoch bilden sich bei SiC- und SiN-Keramiken Schichten aus Siliziumoxid, die als Diffusionsbarriere wirken und eine weitere Korrosion des Werkstoffs bremsen.

## Elektrische Eigenschaften
Im Vergleich zu allen Oxidkeramiken sind die Nichtoxidkeramiken nur etwas schlechtere elektrische Isolatoren. Nur Siliciumcarbid zeigt in nennenswertem Umfang Halbleitereigenschaften, das heißt die elektrische Leitfähigkeit nimmt mit steigender Temperatur zu (bei Metallen nimmt sie in der Regel mit steigender Temperatur ab.).

## Thermische Eigenschaften
Die nicht oxidische Keramik besitzt im Vergleich zur oxidischen Keramik vergleichsweise hohe Wärmeleitfähigkeiten:
- Siliciumnitrid: 10 bis 35 W/(m K)
- Borcarbid: 50 W/(m K)
- Bornitrid: 50 W/(m K)
- Siliciumcarbid: 100 bis 110 W/(m K)
- Aluminiumnitrid: 180 W/(m K)

Die Werte differieren aufgrund verschiedener Sintermethoden und Reinheitsgrade.

## Weitere Nichtoxidkeramiken
Als weitere nichtoxidische Keramiken sind zu nennen:
- Hafniumcarbid
- Tantalcarbid
- Titannitrid
- Wolframcarbid
- Zementit
- Siliziumcarbid
- Siliziumnitrid
- Bornitrid
- Aluminiumnitrid

## Herstellung von Nichtoxidkeramiken
Für die Herstellung von Bauteilen aus Nichtoxidkeramik sind mehrere Prozessschritte erforderlich.
Im ersten Schritt muss das jeweilige Material gemahlen werden. Falls es sich um eine Zusammensetzung aus mehreren Materialien handelt, werden die Pulver miteinander vermischt und getrocknet. Danach kann die Keramik in einer Form zum Grünling gepresst werden. Als Grünling wird ein Bauteil bezeichnet das gepresst jedoch noch nicht gebrannt ist. Das Sintern des Grünlings erfolgt bei Temperaturen bis 1800 °C. Danach kann man die Nichtoxidkeramik auf Maß geschliffen werden.